# Hall (Familienname)
Hall ist ein Familienname, der zumeist angelsächsischer Herkunft ist. Im Deutschen ist dieser selten und findet sich dort vermehrt im württembergischen und pfälzischen Raum.

## Namensträger

### A
- A. Oakey Hall (Abraham Oakey Hall; 1826–1898), US-amerikanischer Politiker
- Adam Hall, Pseudonym von Elleston Trevor (1920–1995), britischer Schriftsteller
- Adam Hall (Basketballspieler) (* 1980), US-amerikanischer Basketballspieler
- Adam Hall (Eishockeyspieler) (Adam John Hall; * 1980), US-amerikanischer Eishockeyspieler
- Adam Hall (Skirennläufer) (Adam James Hall; * 1987), neuseeländischer Skirennläufer
- Adam Hall (Badminton) (* 1996), schottischer Badmintonspieler
- Adelaide Hall (1901–1993), US-amerikanische Sängerin
- Adolfo Venancio Hall Ramírez (1866–1885), guatemaltekischer Soldat
- Ahmard Hall (* 1979), US-amerikanischer American-Football-Spieler
- Ainsley Hall, Fußballspieler für die Cayman Islands
- Al Hall (Alfred Wesley Hall; 1915–1988), US-amerikanischer Jazzbassist
- Alaina Reed Hall (1946–2009), US-amerikanische Schauspielerin
- Alan Hall (1952–2015), britischer Zellbiologe
- Albert Hall (Fußballspieler, 1882) (1882–1957), englischer Fußballspieler
- Albert Hall (Fußballspieler, 1918) (1918–1998), walisischer Fußballspieler
- Albert Hall (Leichtathlet) (1934–2008), US-amerikanischer Leichtathlet
- Albert Hall (Schauspieler) (* 1937), US-amerikanischer Schauspieler
- Albert R. Hall (1884–1969), US-amerikanischer Politiker
- Allen Hall (* 1946), US-amerikanischer Spezialeffektkünstler
- Aleksander Hall (* 1953), polnischer Politiker
- Alexander Hall (Fußballspieler) (1880–1943), schottisch-kanadischer Fußballspieler
- Alexander Hall (Regisseur) (1894–1968), US-amerikanischer Filmregisseur und Filmeditor
- Alexander Hall (Filmeditor, II) (auch Alex Hall), US-amerikanischer Filmeditor und Filmregisseur
- Alexander Hall (Freestyle-Skier) (* 1998), US-amerikanischer Freestyle-Skier
- Alfred Daniel Hall (1864–1942), britischer Agrarwissenschaftler
- Alfred Hall (* 1879), deutscher Ministerialbeamter
- Andrew Hall (* 1951), anglo-amerikanischer Finanzmanager
- Ann Hall (1792–1863), britische Malerin
- Anna Hall (* 2001), US-amerikanische Siebenkämpferin
- Anna Maria Hall (1800–1881), irische Schriftstellerin
- Anthony Hall, Pseudonym von Sal Ponti (1935–1988), US-amerikanischer Schauspieler und Drehbuchautor
- Anthony Hall (Leichtathlet) (* 1950), US-amerikanischer Speerwerfer
- Anthony Michael Hall (* 1968), US-amerikanischer Schauspieler und Produzent
- Arch Hall junior (* 1943), US-amerikanischer Schauspieler, Sänger und Pilot
- Arman Hall (* 1994), US-amerikanischer Sprinter
- Arsenio Hall (* 1956), US-amerikanischer Schauspieler und Komiker
- Asa Hall (* 1986), englischer Fußballspieler
- Asaph Hall (1829–1907), US-amerikanischer Astronom
- Arthur Lewis Hall (1872–1955), britisch-südafrikanischer Geologe
- Augustus Hall (1814–1861), US-amerikanischer Politiker
- Austin Hall (Schriftsteller) (1880–1933), US-amerikanischer Schriftsteller

### B
- Barbara Hall (* 1936), US-amerikanische Schauspielerin, siehe Barbara Feldon
- Barbara Hall (Politikerin) (* 1946), kanadische Rechtsanwältin und frühere Politikerin
- Barbara Hall (Produzentin) (* 1960), US-amerikanische TV-Produzentin
- Barrie Lee Hall junior (1949–2011), US-amerikanischer Jazzmusiker
- Basil Hall (1788–1844), britischer Seemann und Forschungsreisender
- Ben Hall (Räuber) (1837–1865), australischer Bushranger
- Ben Hall (Fußballspieler, 1879) (1879–1963), englischer Fußballspieler und -trainer
- Ben Hall (Schauspieler) (1899–1985), US-amerikanischer Schauspieler
- Ben Hall (Sänger) (* 1924), US-amerikanischer Sänger
- Ben Hall (Schlagzeuger) (* um 1980), US-amerikanischer Schlagzeuger
- Ben Hall (Fußballspieler, 1997) (* 1997), nordirischer Fußballspieler
- Ben M. Hall (1921–1970), US-amerikanischer Theaterhistoriker und Theatergründer
- Benjamin Hall (1802–1868), britischer Politiker
- Benton Jay Hall (1835–1894), US-amerikanischer Politiker
- Bernd Hall, österreichischer Schauspieler
- Bert Hall (Fußballspieler) (1882–1957), englischer Fußballspieler
- Bert Hall (Pilot) (1885–1948), US-amerikanischer Pilot und Autor
- Bert Hall (Baseballspieler) (1889–1948), US-amerikanischer Baseballspieler
- Bert Hall (Cricketspieler), englischer Cricketspieler
- Beryl Patricia Hall (1917–2010), britische Ornithologin, siehe Pat Hall
- Bethany Hall-Long (* 1963), US-amerikanische Politikerin
- Betty Hall Jones (1911–2009), US-amerikanische R&B-Musikerin
- Bob Hall (Eishockeyspieler) (1899–1987), US-amerikanischer Eishockeyspieler
- Bob Hall (Musiker) (* 1942), britischer Blues- und Jazz-Pianist
- Bob Hall (Comiczeichner) (* 1942), US-amerikanischer Comiczeichner
- Bob Hall (Politiker) (* 1942), US-amerikanischer Politiker (Republikaner)
- Bolling Hall (1767–1836), US-amerikanischer Politiker
- Brad Hall (Schauspieler) (* 1958), US-amerikanischer Schauspieler und Autor
- Brad Hall (Radsportler) (* 1978), australischer Radrennfahrer
- Brad Hall (Bobfahrer) (* 1990), britischer Bobfahrer
- Brandon Hall (Footballtrainer) (* 1976), US-amerikanischer American-Football-Trainer
- Brandon Hall (* 1985), US-amerikanischer Schauspieler, siehe Bug Hall
- Brandon Micheal Hall (* 1993), US-amerikanischer Schauspieler
- Breece Hall (* 2001), US-amerikanischer American-Football-Spieler
- Brian Hall (Fußballspieler, 1939) (1939–2002), englischer Fußballspieler
- Brian Hall (Fußballspieler, 1946) (1946–2015), schottischer Fußballspieler
- Brian Hall (Schiedsrichter) (* 1961), US-amerikanischer Fußball-Schiedsrichter
- Brian K. Hall (* 1941), australisch-kanadischer Entwicklungsbiologe
- Bridget Hall (* 1977), US-amerikanisches Fotomodell
- Brooks Hall (* 1990), US-amerikanischer Baseballspieler
- Bruce Hall (20. Jahrhundert), kanadischer Tennisspieler
- Bryce Hall (* 1997), US-amerikanischer American-Football-Spieler
- Bug Hall (* 1985), US-amerikanischer Schauspieler

### C
- Calvin S. Hall (1909–1985), US-amerikanischer Psychologe und Hochschullehrer
- Carl Hall (Bergsteiger) (Carl Christian Hall; 1848–1908), dänischer Bergsteiger
- Carl Hall (Sänger) († 1999), US-amerikanischer Sänger, Schauspieler und Arrangeur
- Carl Christian Hall (1812–1888), dänischer Jurist und Staatsmann
- Carlotta Case Hall (1880–1949), US-amerikanische Botanikerin
- Carol Hall (1936–2018), US-amerikanische Liedtexterin und Autorin
- Cate Hall (* 1983), US-amerikanische Pokerspielerin
- Catherine Hall (* 1946), britische Historikerin
- Cecelia Hall, US-amerikanische Tontechnikerin
- Cecil Edwin Hall (um 1913–1991), englisch-amerikanischer Biophysiker und Hochschullehrer
- Chapin Hall (1816–1879), US-amerikanischer Politiker
- Charles Hall (Ökonom) (1740/1745–um 1825), britischer Mediziner und Ökonom
- Charles D. Hall (1888–1970), britisch-US-amerikanischer Szenenbildner
- Charles Francis Hall (1821–1871), US-amerikanischer Polarforscher
- Charles Henry Hall (1763–1827), britischer Geistlicher und Theologe
- Charles M. Hall (Charles Maurice Hall; 1924–2016), US-amerikanischer Generalleutnant
- Charles Martin Hall (1863–1914), US-amerikanischer Erfinder, Ingenieur und Unternehmer
- Charles P. Hall (1886–1953), US-amerikanischer Generalleutnant
- Charlie Hall (1899–1959), britischer Schauspieler
- Charlie Hall (Schauspieler, 1997) (* 1997), US-amerikanischer Schauspieler
- Chester Moor Hall (1703–1771), englischer Jurist und Mathematiker
- Christopher Hall (Produzent) (* 1957), britischer TV-Produzent
- Christopher Hall (Cricketspieler) (* 1977), englischer Cricketspieler
- Christopher Keith Hall (1946–2013), US-amerikanischer Jurist und Menschenrechtler
- Conrad L. Hall (Conrad Lee Hall; 1926–2003), US-amerikanischer Kameramann
- Conrad W. Hall (Conrad Wynn Hall; * 1958), US-amerikanischer Kameramann
- Craig Hall (Politiker), US-amerikanischer Politiker
- Craig Hall (Schauspieler) (* 1974), neuseeländischer Schauspieler
- Craig Hall (Rugbyspieler, 1977) (* 1977), australischer Rugbyspieler
- Craig Hall (Rugbyspieler, 1988) (* 1988), englischer Rugbyspieler
- Cynthia Holcomb Hall (1929–2011), US-amerikanische Juristin

### D
- Dan Hall (Politiker) (* 1952), US-amerikanischer Politiker
- Dan Hall (Fußballspieler) (* 1999), fidschianischer Fußballspieler
- Dana Hall (* 1969), US-amerikanischer Jazzmusiker (Schlagzeug)
- Daniel Hall (Politiker, 1819) (1819–??), US-amerikanischer Politiker
- Daniel Hall (1891–1979), britischer Historiker
- Daniel Hall (Dichter) (* 1952), US-amerikanischer Dichter
- Daniel Hall (Politiker, 1974) (* 1974), US-amerikanischer Politiker
- Danny Hall (Baseballtrainer) (* 1954), US-amerikanischer Baseballtrainer
- Danny Hall (Hockeyspieler) (* 1974), englischer Feldhockeyspieler
- Danny Hall (Fußballspieler) (Daniel Andrew Hall; * 1983), englischer Fußballspieler
- Danny Hall, britischer Musiker, siehe Son of Dork
- Darius Hall (* 1973), US-amerikanischer Basketballspieler
- Darnell Hall (* 1971), US-amerikanischer Leichtathlet
- Darren Hall (Baseballspieler) (* 1964), US-amerikanischer Baseballspieler
- Darren Hall (* 1965), britischer Badmintonspieler
- Darren Hall (Footballspieler) (* 2000), US-amerikanischer Footballspieler
- Darwin Hall (1844–1919), US-amerikanischer Politiker
- Daryl Hall (* 1946), US-amerikanischer Sänger
- Darryl Hall (* 1963), US-amerikanischer Jazzmusiker
- David Hall (Politiker, 1752) (1752–1817), US-amerikanischer Politiker (Delaware)
- David Hall (Leichtathlet) (1875–1972), US-amerikanischer Leichtathlet
- David Hall (Politiker, 1876) (1876–1971), äthiopischer Politiker
- David Hall (Politiker, 1930) (1930–2016), US-amerikanischer Politiker (Oklahoma)
- David Hall (Künstler) (1937–2014), britischer Bildhauer und Installationskünstler
- David Hall (Rollstuhltennisspieler) (* 1970), australischer Rollstuhltennisspieler
- David Hall (Snookerspieler), englischer Snookerspieler
- David McKee Hall (1918–1960), US-amerikanischer Politiker (North Carolina)
- David S. Hall (1905–1964), britischer Artdirector und Szenenbildner
- Dennis Hall (Gesangspädagoge) († 2002), Schweizer Gesangspädagoge
- Dennis Hall (* 1948), trinidadischer Comedian; siehe Sprangalang
- Dennis Hall (Kameramann) (1957–2011), US-amerikanischer Kameramann
- Dennis Hall (Ringer) (* 1971), US-amerikanischer Ringer
- Derek Hall (Rechtswissenschaftler) (1924–1975), britischer Rechtswissenschaftler
- Derek Hall (Cricketspieler) (1932–1983), englischer Cricketspieler
- Derek Hall (Fußballspieler) (* 1965), englischer Fußballspieler
- Derek Hall (Footballspieler) (* 1970), australischer Australian-Football-Spieler
- Dick Hall (* 1945), US-amerikanischer Fußballspieler
- Dieter Hall (* 1955), Schweizer Maler
- Dominic Augustin Hall (1765–1820), US-amerikanischer Jurist
- Don Hall (Eishockeyspieler) (* 1930), kanadischer Eishockeyspieler
- Don Hall (Tontechniker) (1928–2025), amerikanischer Tontechniker
- Don Hall (Regisseur) (* 1969), amerikanischer Drehbuchautor und Regisseur
- Donald Hall (1928–2018), US-amerikanischer Dichter
- Doreen Hall (1921–2025), kanadische Geigerin und Musikpädagogin
- Dougie Hall (* 1980), schottischer Rugby-Union-Spieler
- Duncan Hall (Rugbyspieler, 1925) (1925–2011), australischer Rugby-League-Spieler
- Duncan Hall (Rugbyspieler, 1956) (* 1956), australischer Rugby-Union-Spieler
- Durward Gorham Hall (1910–2001), US-amerikanischer Politiker

### E
- E. Raymond Hall (1902–1986), US-amerikanischer Mammaloge
- Eddie Hall (Edward Hall; * 1988), englischer Strongman
- Edina Gallovits-Hall (* 1984), rumänische Tennisspielerin
- Edith Hall (* 1959), britische Althistorikerin
- Edith Hall Dohan (1877–1943), US-amerikanische Klassische Archäologin
- Edmond Hall (1901–1967), US-amerikanischer Klarinettist
- Edward Hall (1495/1498–1547), englischer Historiker, Anwalt und Chronist
- Edward Hall (Regisseur) (* 1966), britischer Regisseur
- Edward Ramsden Hall (1900–1982), britischer Bobsportler und Automobilrennfahrer
- Edward N. Hall (1914–2006), US-amerikanischer General und Ingenieur
- Edward T. Hall (1914–2009), US-amerikanischer Anthropologe
- Edward Thomas Hall (1924–2001), britischer Physiker
- Edwin Hall (1855–1938), US-amerikanischer Physiker
- Edwin Arthur Hall (1909–2004), US-amerikanischer Politiker
- Elijah Hall (* 1994), US-amerikanischer Leichtathlet
- Elisa Hall de Asturias (1900–1982), guatemaltekische Autorin
- Elise Hall (1853–1924), US-amerikanische Saxophonistin und Musik-Mäzenin.
- Emily Hall (* 1978), kanadische Komponistin
- Eric Hall (Leichtathlet) (1932–2022), britischer Leichtathlet
- Eric Hall (Spielervermittler) (1938–2020), britischer Fußballspielervermittler und Showgeschäft-Agent
- Ernest Hall (Cricketspieler) (1851–1936), englischer Cricketspieler
- Ernest Hall (Fußballspieler) (1916–1944), englischer Fußballspieler
- Ernest Hall (Politiker) (1929–1987), kanadischer Politiker
- Ernest Lenard Hall (* 1940), US-amerikanischer Ingenieur
- Ernest R. Hall (1880–1959), US-amerikanischer Jurist und Politiker
- Ervin Hall (* 1947), US-amerikanischer Hürdenläufer
- Eveline Hall (* 1945), deutsche Ballerina, Schauspielerin und Model
- Evelyn Beatrice Hall (1868–1956), englische Schriftstellerin
- Evelyne Hall (1909–1993), US-amerikanische Leichtathletin

### F
- Fiona Hall (Künstlerin) (* 1953), australische Künstlerin
- Fiona Hall (Politikerin) (* 1955), britische Politikerin
- Fitz Hall (* 1980), englischer Fußballspieler
- Floris Adriaan van Hall (1791–1866), niederländischer Staatsmann
- Frank Hall (Sportschütze) (1865–1939), US-amerikanischer Sportschütze
- Frank J. Hall (1844–1925), US-amerikanischer Politiker
- Fred Hall (Musiker) (1898–1954), US-amerikanischer Musiker
- Fred Hall (Politiker) (1916–1970), US-amerikanischer Politiker
- Frederick Hall (Mathematiker) (1780–1843), US-amerikanischer Mathematiker und Naturphilosoph
- Frederick Hall (Politiker) (1855–1933), britischer Politiker (Labour Party)
- Frederick Hall (Maler) (1860–1948), britischer Maler
- Frederick Hall (Bischof) (1902–1988), britischer Geistlicher, Titularbischof von Castra Nova
- Frederick Hall (Schauspieler) (1923–1996), britischer Schauspieler
- Frederick Hall (Fußballspieler) (* 1985), bermudischer Fußballspieler
- Frederick A. Hall (* 1944), kanadischer Musikwissenschaftler und -pädagoge

### G
- Gabriella Hall (* 1966), US-amerikanische Schauspielerin und Fotomodell
- Galen Hall (* 1986), US-amerikanischer Pokerspieler und Hedgefonds-Manager
- Galen Hall (Footballtrainer), US-amerikanischer Footballtrainer
- Gareth Hall (* 1969), walisischer Fußballspieler
- Gary Hall senior (* 1951), US-amerikanischer Schwimmer
- Gary Hall junior (* 1974), US-amerikanischer Schwimmer
- Gary Hall (Fußballspieler) (* 1974), Fußballspieler für die Britischen Jungferninseln
- Gaspar Hall, ein Deckname von Gus Hall (1910–2000), US-amerikanischer Politiker
- Geoffrey Hall, australischer Kameramann
- George Hall (Bischof, 1613) (um 1613–1668), britischer Geistlicher, Bischof von Chester
- George Hall (Bischof, 1753) (1753–1811), irischer Geistlicher, Bischof von Dromore
- George Hall (Politiker, 1770) (1770–1840), US-amerikanischer Politiker (New York)
- George Hall (Politiker, 1811) (1811–1867), australischer Politiker
- George Hall (Schauspieler) (1916–2002), kanadisch-US-amerikanischer Schauspieler
- George Hall (Fußballspieler), nordirischer Fußballspieler
- George G. Hall (1925–2018), britischer angewandter Mathematiker und theoretischer Chemiker
- George Hall-Say (1864–1940), britischer Eiskunstläufer
- George Hall, 1. Viscount Hall (1881–1965), britischer Politiker, Abgeordneter des House of Commons und Mitglied des House of Lords
- George Williamson Hall (1818–1896), neuseeländischer Politiker
- George Henry Hall (1825–1913), US-amerikanischer Genre-, Porträt- und Stilllebenmaler
- Gijs van Hall (1904–1977), niederländischer Politiker (PvdA), Bürgermeister von Amsterdam
- Gita Hall (1933–2016), schwedische Schauspielerin
- Glen Hall (* 1950), kanadischer Jazzmusiker
- Glenn Hall (* 1931), kanadischer Eishockeytorwart
- Graham Hall (* 1989), englischer Dartspieler
- Granville D. Hall, US-amerikanischer Politiker
- Granville Stanley Hall (1846–1924), US-amerikanischer Psychologe
- Grayson Hall (1922–1985), US-amerikanische Schauspielerin
- Greg Hall (Dichter) (1946–2009), US-amerikanischer Dichter
- Greg Hall (Politiker) (* 1948), australischer Politiker
- Greg Hall (Jockey) (* 1956 oder 1957), australischer Jockey
- Greg Hall (Regisseur) (* 1980), britischer Filmemacher
- Gus Hall (1910–2000), US-amerikanischer Politiker
- Gwendolyn Midlo Hall (1929–2022), US-amerikanische Historikerin und Bürgerrechtlerin

### H
- Hanna R. Hall (* 1984), US-amerikanische Schauspielerin
- Happy Hall (* 1987), bahamaischer Fußballspieler
- Harry Hall (1816–1882), britischer Maler
- Harvey Monroe Hall (1874–1932), US-amerikanischer Botaniker
- Henry Hall (Schauspieler) (1876–1954), US-amerikanischer Schauspieler
- Henry Hall (Skispringer) (1893–1986), US-amerikanischer Skispringer
- Henry Hall (Musiker) (1898–1989), britischer Musiker und Bandleader
- Henry Hall (Physiker) (1928–2015), britischer Physiker und Hochschullehrer
- Henry Reginald Holland Hall (1873–1930), britischer Ägyptologe
- Herb Hall (Herbert Hall; 1907–1996), US-amerikanischer Klarinettist
- Herbie Hall (Herbert Henry Hall; 1926–2013), britischer Ringer
- Herbert Hall (Bischof) (1889–1955), schottischer Geistlicher, Bischof von Aberdeen and Orkney
- Herbert Byng Hall (1805–1883), britischer Offizier und Autor
- Herman Christiaan van Hall (1801–1874), niederländischer Botaniker
- Hiland Hall (1795–1885), US-amerikanischer Politiker
- Homer W. Hall (1870–1954), US-amerikanischer Politiker
- Huntz Hall (1920–1999), US-amerikanischer Schauspieler

### I
- Irma P. Hall (* 1935), US-amerikanische Schauspielerin
- Isaac Hollister Hall (1837–1896), US-amerikanischer Orientalist
- Isiah Hall (* 2001), kanadischer Schauspieler und Tänzer

### J
- Jack Hall (Fußballspieler, Juli 1883) (John Henry Hall; 1883–1949), englischer Fußballspieler
- Jack Hall (Fußballspieler, Dezember 1883) (William Henry Hall; 1883–1942), englischer Fußballspieler
- Jack Hall (Fußballspieler, 1885) (John Edward Hall; 1885–??), englischer Fußballspieler und -trainer
- Jack Hall (Fußballspieler, 1887) (Joseph Edward Hall; 1887–1957), englischer Fußballspieler
- Jack Hall (Fußballspieler, 1898) (John Edward Hall; 1898–??), englischer Fußballspieler
- Jack Hall (Fußballspieler, 1902) (John Hall; 1902–??), englischer Fußballspieler
- Jack Hall (Fußballspieler, 1905) (John Hall; 1905–??), englischer Fußballspieler
- Jack Hall (Fußballspieler, 1912) (John Hall; 1912–2000), englischer Fußballspieler
- Jack Hall (Fußballspieler, 1916) (John Hall; 1916–??), englischer Fußballspieler
- Jacob van Hall (1799–1859), niederländischer Rechtswissenschaftler
- Jalyn Hall (* 2006), US-amerikanischer Schauspieler
- James Hall (Entdecker) († 1612), englischer Polarfahrer und Entdecker
- James Hall (Geologe), 4. Baronet (1761–1832), britischer Geologe und Politiker
- James Hall (Schriftsteller) (1793–1868), US-amerikanischer Schriftsteller
- James Hall (Gouverneur) (1802–1889), US-amerikanischer Kolonialgouverneur
- James Hall (Paläontologe) (1811–1898), US-amerikanischer Geologe und Paläontologe
- James Hall (Schauspieler) (1900–1940), US-amerikanischer Schauspieler
- James Hall (Leichtathlet) (1903–1929), britisch-indischer Leichtathlet
- James Hall (Sänger) (* 1968), US-amerikanischer Rocksänger und -gitarrist
- James Hall (Turner) (* 1995), britischer Turner
- James Hall, 2. Baronet († 1742), schottischer Adliger
- James Hall, 6. Baronet (1824–1876), britischer Adliger
- James Knox Polk Hall (1844–1915), US-amerikanischer Politiker
- James Norman Hall (1887–1951), US-amerikanischer Schriftsteller
- James R. Hall (* 1936), US-amerikanischer Generalleutnant
- James Randal Hall (* 1958), US-amerikanischer Jurist und Politiker
- James W. Hall (* um 1959), US-amerikanischer Unteroffizier und DDR-Spion
- Janet C. Hall (* 1948), US-amerikanische Juristin
- Jared Hall (* 1985), US-amerikanischer Jazzmusiker
- Jason Hall (Comiczeichner), US-amerikanischer Comiczeichner
- Jason Hall (Dramatiker) (* 1978), kanadischer Dramatiker
- Jason Hall (Footballspieler) (* 1983), US-amerikanischer American-Football-Spieler
- Jason Dean Hall (* 1972), US-amerikanischer Drehbuchautor und Schauspieler
- Jeff Hall (1929–1959), englischer Fußballspieler
- Jefferson Hall (Schauspieler), britischer Schauspieler
- Jeffrey C. Hall (* 1945), US-amerikanischer Genetiker
- Jeremy Hall (* 1988), puerto-ricanischer Fußballspieler
- Jerry Hall (* 1956), US-amerikanisches Fotomodell und Schauspielerin
- Jess Hall (* 1971), britischer Kameramann
- Jessica Hall (Schauspielerin, 1981) (* 1981), britische Schauspielerin
- Jessica Hall (Schauspielerin, 1983) (* 1983), US-amerikanische Schauspielerin
- Jessica Hall (Ruderin) (* 1983), australische Ruderin
- Jill Hall (Leichtathletin) (* 1946), britische Sprinterin
- Jill Hall (Politikerin) (Jill Griffiths Hall; * 1949), australische Politikerin
- Jillian Hall (* 1980), US-amerikanische Wrestlerin
- Jim Hall (Fußballspieler, 1914) (* 1914), englischer Fußballspieler
- Jim Hall (Musiker) (1930–2013), US-amerikanischer Jazzgitarrist und -komponist
- Jim Hall (Rennfahrer) (* 1935), US-amerikanischer Rennfahrer
- Jim Hall (Fußballspieler, 1945) (* 1945), englischer Fußballspieler
- Joachim Hall (Fußballspieler) (1940–1991), deutscher Fußballspieler
- Joachim Hall (Schauspieler) (* 1941), deutscher Schauspieler, Regisseur und Puppenspieler
- Joan Hall (Politikerin, 1935) (* 1935), britische Politikerin
- Joan Hall (Politikerin, 1946) (* 1946), australische Politikerin
- Joan Hall (Künstlerin), US-amerikanische Künstlerin
- Joan Hall (Sängerin), kanadische Sängerin
- Joe Hall (Joseph Henry Hall; 1882–1919), kanadischer Eishockeyspieler
- Johann von Hall (1524–1588), deutscher Jurist
- John Hall (Mediziner) (1575–1635), englischer Mediziner
- John Hall (Seefahrer), englischer Seefahrer
- John Hall (Schriftsteller) (1627–1656), englischer Schriftsteller
- John Hall (Politiker, 1729) (1729–1797), US-amerikanischer Politiker (Maryland)
- John Hall (Maler) (1739–1797), britischer Maler und Kupferstecher
- John Hall (Politiker, 1824) (1824–1907), neuseeländischer Politiker
- John Hall (Geistlicher), US-amerikanischer Geistlicher und Universitätspräsident
- John Hall (Komponist), britischer Komponist
- John Hall (Fußballspieler, 1944) ( John Franklin Hall ; * 1944), englischer Fußballspieler
- John Hall (Politiker, 1948) (* 1948), US-amerikanischer Musiker und Politiker
- John Hall (Fußballspieler, 1994) (John David Sinclair Hall; * 1994), australischer Fußballtorhüter
- John B. Hall (* um 1945), pensionierter Generalleutnant der US Air Force
- John Barrie Hall (* 1937), britischer Klassischer Philologe
- John D. Hall, US-amerikanischer Toningenieur
- John H. Hall (1781–1841), US-amerikanischer Erfinder des Hall-Gewehr
- John Hicklin Hall (1854–1937), US-amerikanischer Politiker (Oregon)
- John Hubert Hall (1899–1970), US-amerikanischer Politiker (Oregon)
- John L. Hall, Jr. (John Lesslie Hall, Jr.; 1891–1978), amerikanischer Admiral
- John Lewis Hall (* 1934), US-amerikanischer Physiker
- John Robert Hall (* 1949), britischer Pfarrer
- John W. Hall (John Wood Hall; 1817–1893), US-amerikanischer Politiker (Delaware)
- John Whitney Hall (1916–1997), US-amerikanischer Japanologe
- Johnny Hall (* 1991), samoanischer Fußballspieler
- Jon Hall (Schauspieler) (1915–1979), US-amerikanischer Schauspieler
- Jon Hall (Informatiker) (* 1950), US-amerikanischer Informatiker
- Jon Hall (Rugbyspieler) (* 1962), englischer Rugby-Union-Spieler
- Jonathan Hall (* 1972), australischer Duathlet und Radrennfahrer
- Jordan Hall (Schriftstellerin), kanadische Schriftstellerin und Romancière
- Jordan Hall (Lacrossespieler) (* 1984), kanadischer Lacrossespieler
- Jordan Hall (Basketballspieler) (* 2002), US-amerikanischer Basketballspieler
- Jörn van Hall (* 1970), deutscher Schriftsteller, Lyriker und Übersetzer
- Josef Hall (1891–1963), deutscher Verleger
- Joseph Hall (Bischof) (1574–1656), englischer Geistlicher und Schriftsteller, Bischof von Exeter
- Joseph Hall (Politiker) (1793–1859), US-amerikanischer Politiker
- Joseph Hall (Ingenieur) (um 1810–1870), deutscher Eisenbahningenieur, Manager und Erfinder
- Joseph Henry Hall, bekannt als Joe Hall (1882–1919), kanadischer Eishockeyspieler
- Josh Hall (Segler) (* 1962), britischer Segler
- Josh Hall (Baseballspieler) (* 1980), US-amerikanischer Baseballspieler
- Josh Hall (Footballspieler) (* 1990), australischer Leichtathlet und Australian-Football-Spieler
- Josh Hall (Basketballspieler) (* 2000), US-amerikanischer Basketballspieler
- Joshua Hall (1768–1862), US-amerikanischer Politiker
- Joshua G. Hall (1828–1898), US-amerikanischer Politiker
- Joshua M. Hall (* 2000), US-amerikanischer Politiker
- Joyce C. Hall (1891–1982), US-amerikanischer Unternehmer
- Justin Hall (Comiczeichner) (* 1971), US-amerikanischer Comiczeichner
- Justin Hall (Journalist) (* 1974), US-amerikanischer Journalist und Blogger
- Justin Hall (Poolbillardspieler) (* 1987), US-amerikanischer Poolbillardspieler

### K
- Karl van Hall (1926–2014), deutscher Politiker (CDU)
- Karl Hall (Filmproduzent) (Karl Christian Hall, * 1974), britischer Filmproduzent
- Karl Hall (Fußballspieler) (* 1988),  englisch-seychellischer Fußballspieler
- Karl Alfred Hall (1906–1974), deutscher Rechtswissenschaftler
- Katarzyna Hall (* 1957), polnische Politikerin
- Kate Hall (* 1983), dänische Sängerin
- Katie Hall (Politikerin) (1938–2012), US-amerikanische Politikerin
- Katie Hall (Radsportlerin) (* 1987), Radrennfahrerin
- Katie Hall (Schauspielerin) (* 1990), britische Schauspielerin und Sopranistin
- Kashe Hall (* 2002), bermudischer Fußballspieler
- Kaye Hall (* 1951), US-amerikanische Schwimmerin
- Keith Hall (1929–2017), britischer Autorennfahrer
- Ken G. Hall (1901–1994), australischer Filmproduzent, Regisseur und Drehbuchautor
- Kenneth Hall (* 1941), jamaikanischer Historiker und Generalgouverneur
- Kenneth Keller Hall (1918–1999), US-amerikanischer Jurist
- Kent Hall (* 1978), barbadischer Fußballspieler
- Kevin Hall (Segler), US-amerikanischer Segler
- Kevin Hall (Footballspieler) (* 1944), australischer Australian-Football-Spieler
- Kevin Peter Hall (1955–1991), US-amerikanischer Schauspieler
- Khesanio Hall (* 1994), jamaikanischer Fußballspieler
- Kiernan Dewsbury-Hall (* 1998), englischer Fußballspieler
- Kwanza Hall (* 1971), US-amerikanischer Politiker

### L
- Langston Hall (* 1991), US-amerikanischer Basketballspieler
- Lani Hall (* 1945), US-amerikanische Sängerin
- Lars Hall (1927–1991), schwedischer Moderner Fünfkampfer
- Laurance Hall (1938–2009), britisch-kanadischer Medizinchemiker
- Laurie Hall (* 1937), britischer Hammerwerfer und Kugelstoßer
- Lawrence W. Hall (1819–1863), US-amerikanischer Politiker
- Lee Hall (* 1966), britischer Dramatiker und Drehbuchautor
- Lee Hall (Skirennläuferin) (* im 20. Jahrhundert), US-amerikanische Skirennläuferin
- Lena Hall (* 1980), US-amerikanische Singer-Songwriterin und Schauspielerin
- Leonard W. Hall (1900–1979), US-amerikanischer Politiker
- Lilian Hall-Davis (1898–1933), britische Schauspielerin
- Lincoln Hall (1955–2012), australischer Bergsteiger
- Linden Hall (* 1991), australische Leichtathletin
- Lindsay Bernard Hall (1859–1935), britisch-australischer Maler, Lehrer und Museumsdirektor
- Lisabel Irene Hall (* 1919), südafrikanische Botanikerin
- Lois Hall (1926–2006), US-amerikanische Schauspielerin
- Louisa Hall (* 1982), US-amerikanische Squashspielerin und Autorin
- Lucy Hall (* 1992), britische Triathletin, siehe Lucy Buckingham
- Lucy Hall (Sportschützin) (* 2003), britische Sportschützin
- Luke Hall (Politiker) (Luke Anthony Hall; * 1986), britischer Politiker
- Luke Hall (Schwimmer) (Luke Thomas Michael Hall; * 1989), eswatinischer Schwimmer
- Luther E. Hall (1869–1921), US-amerikanischer Politiker
- Lyman Hall (1724–1790), US-amerikanischer Politiker
- Lynden David Hall (1974–2006), britischer Sänger und Songwriter

### M
- Madie Beatrice Hall Xuma (1894–1982), US-amerikanische Pädagogin und Bürgerrechtlerin
- Maja van Hall (* 1937), niederländische Malerin und Bildhauerin
- Manly Palmer Hall (1901–1990), Autor und Mystiker
- Margit Hall (1901–1937), Architektin und Möbeldesignerin
- Marie Hall (1884–1956), englische Violinistin
- Marie Boas Hall (1919–2009), britische Wissenschaftshistorikerin
- Marielle Hall (* 1992), US-amerikanische Leichtathletin
- Marion Hall, Geburtsname von Lady Saw (* 1972), US-amerikanische Sängerin
- Marion H. Hall, Jr., Geburtsname von Pooch Hall (* 1977), US-amerikanischer Schauspieler
- Marion Trufant Hall (* 1920), US-amerikanischer Botaniker
- Marshall Hall (Mediziner) (1790–1857), englischer Physiologe
- Marshall Hall (Musiker) (1862–1915), australischer Musiker und Komponist
- Marshall Hall (Mathematiker) (1910–1990), US-amerikanischer Mathematiker
- Marshall Hall (Leichtathlet) (* 1992), neuseeländischer Speerwerfer
- Matt Hall (* 1971), australischer Pilot
- Maurice Crowther Hall (1881–1938), US-amerikanischer Parasitologe
- Mel Hall (* 1960), US-amerikanischer Baseballspieler
- Michael Hall (Librettist) († 2007), Schauspieler, Regisseur und Librettist
- Michael Hall (Fußballspieler) (* 1965), Fußballspieler der Nördlichen Marianen
- Michael C. Hall (* 1971), US-amerikanischer Schauspieler
- Michael N. Hall (* 1953), US-amerikanisch-schweizerischer Molekularbiologe
- Mike Hall (* 1965), walisischer Rugby-Union-Spieler
- Mindy Hall, Maskenbildnerin
- Minor Hall (1897–1959), US-amerikanischer Jazzschlagzeuger
- Miriam Hall, Tennisspielerin um die Jahrhundertwende des 19. und 20. Jahrhunderts
- Monty Hall (1921–2017), kanadischer Showmaster und Fernsehproduzent
- Mordaunt Hall (1878–1973), US-amerikanisch-britischer Filmkritiker und Journalist
- Murray Hall (Politiker) (geb. Mary Anderson; 1841–1901), schottisch-amerikanischer Politiker (Tammany Hall)
- Murray Hall (Eishockeyspieler) (* 1940), US-amerikanischer Eishockeyspieler
- Murray Hall (Radsportler) (* 1953), australischer Radrennfahrer
- Murray G. Hall (1947–2023), kanadischer Germanist

### N
- Natalie Hall (* 1990), kanadische Schauspielerin
- Nathan K. Hall (1810–1874), US-amerikanischer Jurist und Politiker
- Nick Hall (* 1970), neuseeländischer Badmintonspieler
- Nigel Hall (* 1943), britischer Bildhauer und Zeichner
- Nim Hall (1925–1972), englischer Rugby-Union-Spieler
- Norman Hall (1829–1917), US-amerikanischer Politiker

### O
- Oakley Hall (1920–2008), US-amerikanischer Schriftsteller
- Obed Hall (1757–1828), US-amerikanischer Politiker
- Osee M. Hall (1847–1914), US-amerikanischer Politiker

### P
- Parker Hall (1916–2005), US-amerikanischer American-Football-Spieler
- Pat Hall (1917–2010), britische Ornithologin
- Patricia Hall (* 1982), jamaikanische Leichtathletin
- Patrick Hall (* 1951), britischer Politiker
- Paul Hall (Gewerkschafter) (1914–1980), US-amerikanischer Gewerkschafter
- Paul Hall (Fußballspieler) (* 1972), jamaikanischer Fußballspieler
- Paul John Hall (1895–1973), deutscher Flugzeugkonstrukteur
- Pauline Hall (Sängerin) (1860–1919), US-amerikanische Sängerin
- Pauline Hall (Komponistin) (1890–1969), norwegische Komponistin, Arrangeurin und Musikkritikerin
- Pauline Hall (Klavierpädagogin), zeitgenössische britische Klavierpädagogin
- Peirson Mitchell Hall (1894–1979), US-amerikanischer Jurist und Politiker
- Percy Francis Hall (1801–1884), britischer Pazifist und Prediger
- Peter Hall (Bischof) (1930–2013), Bischof von Woolwich
- Peter Hall (Regisseur) (1930–2017), britischer Regisseur und Theaterleiter
- Peter Hall (Stadtplaner) (1932–2014), britischer Stadtplaner und -forscher
- Peter Hall (Politiker) (* 1972), australischer Politiker
- Peter A. Hall (* 1950), kanadischer Politikwissenschaftler
- Peter Gavin Hall (1951–2016), australischer Mathematiker und Statistiker
- Philip Hall (1904–1982), englischer Mathematiker
- Philip Baker Hall (1931–2022), US-amerikanischer Schauspieler
- Philo Hall (1865–1938), US-amerikanischer Politiker
- Pooch Hall (* 1977), US-amerikanischer Schauspieler
- Porter Hall (1888–1953), US-amerikanischer Schauspieler
- Prince Hall (1735–1807), US-amerikanischer Freimaurer

### Q
- Quentin Hall (* 1977), bahamaischer Basketballspieler
- Quincy Hall (* 1998), US-amerikanischer Sprinter und Hürdenläufer

### R
- Radclyffe Hall (1880–1943), britische Schriftstellerin
- Ralph Hall (1923–2019), US-amerikanischer Politiker
- Rebecca Hall (* 1982), britische Schauspielerin
- Regina Hall (* 1970), US-amerikanische Schauspielerin
- René Hall (1903–1988), US-amerikanischer Jazzmusiker
- Richard Hall (Komponist) (1903–1982), britischer Komponist und Hochschullehrer
- Richard Hall (Schriftsteller) (1926–1992), US-amerikanischer Schriftsteller
- Richard Hall (Schachspieler) (* 1945), englischer Schachspieler
- Richard Hall (Boxer) (* 1971), jamaikanischer Boxer
- Richard Hall (Fußballspieler) (* 1972), englischer Fußballspieler
- Richard Hall (Rennfahrer) (* 1984), englischer Motorradrennfahrer
- Richard Melville Hall, bekannt als Moby (* 1965), US-amerikanischer Musiker
- Rick Hall (1932–2018), US-amerikanischer Musikproduzent, Labelchef und Toningenieur
- Rob Hall (1961–1996), neuseeländischer Bergsteiger und Unternehmer
- Robert Hall (Theologe) (1764–1831), britischer Theologe
- Robert Hall, Baron Roberthall (1901–1988), australischer Ökonom
- Robert Hall (Konstrukteur) (1906–1991), US-amerikanischer Flugzeugkonstrukteur und Pilot
- Robert Hall (Basketballspieler) (1927–2014), US-amerikanischer Basketballspieler
- Robert Hall (1936–1999), italienischer Filmregisseur, siehe Joe D’Amato
- Robert Hall (Journalist), britischer Journalist
- Robert Hall (Billardspieler) (* 1984), englischer English-Billiards-Spieler
- Robert Hall (Fußballspieler) (* 1993), englischer Fußballspieler
- Robert Hall (Filmeditor), US-amerikanischer Filmeditor
- Robert Anderson Hall (1911–1997), US-amerikanischer Linguist, Romanist und Italianist
- Robert Bernard Hall (1812–1868), US-amerikanischer Politiker
- Robert Browne Hall (1858–1907), US-amerikanischer Komponist, Dirigent und Kornettist
- Robert David Hall (* 1947), US-amerikanischer Schauspieler
- Robert Ernest Hall (* 1943), US-amerikanischer Wirtschaftswissenschaftler
- Robert Green Hall (1973–2021), US-amerikanischer Filmschaffender und Musiker
- Robert Noel Hall (1919–2016), US-amerikanischer Physiker
- Robert Richard Hall (1865–1938), kanadischer Politiker
- Robert Samuel Hall (1879–1941), US-amerikanischer Politiker
- Rodney Hall (* 1935), australischer Schriftsteller
- Rohan Hall (* 1984), barbadischer Fußballspieler
- Roxanne Hall (* 1976), englische Pornodarstellerin
- Roy Hall (Musiker, 1907) (1907–1943), US-amerikanischer Old-Time-Musiker
- Roy Hall (Rennfahrer) (1920–1991), US-amerikanischer Autorennfahrer
- Roy Hall (Musiker, 1922) (1922–1984), US-amerikanischer Pianist und Country-Musiker
- Roy Hall (Footballspieler) (* 1983), US-amerikanischer American-Football-Spieler
- Ruby Hall (* 1993), australische Schauspielerin
- Ruby Violet Hall, Ehename von Ruby Payne-Scott (1912–1981), australische Radioastronomin
- Rupert Hall (1920–2009), britischer Wissenschaftshistoriker
- Russel Hall (1890–1956), kanadischer Curler, Olympiateilnehmer 1932
- Russell Hall (* um 1995), jamaikanischer Jazzmusiker
- Ruth Hall (1910–2003), US-amerikanische Schauspielerin
- Ryan Hall (Leichtathlet) (* 1982), US-amerikanischer Leichtathlet
- Ryan Hall (Rugbyspieler) (* 1987), englischer Rugby-League-Spieler
- Ryan Hall (Fußballspieler) (* 1988), englischer Fußballspieler

### S
- Sam Hall (Autor) (Allison Samuel Hall; 1921–2014), US-amerikanischer Drehbuchautor
- Sam Hall (Freestyle-Skier) (* 1988), australischer Freestyle-Skier
- Sam Hall (Wasserspringer) (Samuel Wesley Hall; 1937–2014), US-amerikanischer Wasserspringer und Politiker
- Sam B. Hall (Sam Blakeley Hall Jr; 1924–1994), US-amerikanischer Politiker (Texas)
- Samantha Hall (* 1984), britische Moderatorin, Journalistin und DJ
- Samantha Hall (Leichtathletin) (* 1993), jamaikanische Leichtathletin
- Samuel Hall (Verleger) (1740–1807), US-amerikanischer Drucker und Verleger
- Samuel Hall (Politiker) (1797–1862), US-amerikanischer Politiker
- Samuel Carter Hall (1800–1889), irischer Schriftsteller
- Samuel Heinrich Hall (1819–1896), deutscher Jurist und Politiker (NLP), MdR
- Samuel Read Hall (1795–1877), US-amerikanischer Pädagoge
- Sara Hall (* 1983), US-amerikanische Leichtathletin
- Sara Studebaker-Hall (* 1984), US-amerikanische Biathletin und Skilangläuferin
- Sarah Hall (* 1974), britische Schriftstellerin
- Scott Hall (1958–2022), US-amerikanischer Wrestler
- Sean Hall (* 1967), US-amerikanischer Ruderer
- Shakeem Hall-Smith (* 1997), bahamaischer Hürdenläufer
- Shashawnee Hall (* 1961), US-amerikanischer Schauspieler
- Sherman Hall (1885–1954), US-amerikanischer Fechter
- Skip Hall (1909–1980), US-amerikanischer Jazzmusiker
- Stanley Hall (1846–1924), US-amerikanischer Psychologe, siehe Granville Stanley Hall
- Steele Hall (1928–2024), australischer Politiker (Liberal Party)
- Stephen King-Hall, Baron King-Hall (1893–1966), britischer Marineoffizier, Schriftsteller und Politiker
- Stewart Hall (Produzent), Filmproduzent
- Stewart Hall (Fußballtrainer), britischer Fußballtrainer
- Stuart Hall (Journalist) (* 1929), britischer Sportjournalist und Fernsehmoderator
- Stuart Hall (Soziologe) (1932–2014), britischer Soziologe und Kulturtheoretiker
- Stuart Hall (Musiker), britischer Jazzmusiker
- Stuart Hall (Fußballspieler), barbadischer Fußballspieler
- Stuart Hall (Boxer) (* 1980), britischer Boxer
- Stuart Hall (Rennfahrer) (* 1984), britischer Autorennfahrer
- Susan Hall (* 1955), britische Politikerin
- Susanna Hall (1583–1649), Tochter von William Shakespeare und Anne Hathaway
- Sydney Prior Hall (1842–1922), britischer Maler und Illustrator

### T
- Tally Hall (* 1985), US-amerikanischer Fußballtorhüter
- Tammy Lynne Hall (* um 1960), US-amerikanische Jazzmusikerin
- Tamron Hall (* 1970), US-amerikanische Talkshow-Moderatorin
- Tanner Hall (* 1983), US-amerikanischer Freestyle- und Freeride-Skier
- Taylor Hall (Eishockeyspieler, 1964) (* 1964), kanadischer Eishockeyspieler, -trainer und -funktionär
- Taylor Hall (* 1991), kanadischer Eishockeyspieler
- Thérèse van Hall (1872–1931), niederländische Bildhauerin und Malerin
- Terry Hall (1959–2022), britischer Pop-Sänger
- Theodore Alvin Hall (1925–1999), US-amerikanischer Physiker und Spion
- Thomas Hall (Politiker) (1869–1958), US-amerikanischer Politiker
- Thomas Hall (Fußballspieler) (1904–??), englischer Fußballspieler
- Thomas Hall (Produzent), US-amerikanischer Theaterproduzent und Schauspieler
- Thomas Hall (Kanute) (* 1982), kanadischer Kanute
- Thomas H. Hall (1773–1853), US-amerikanischer Politiker
- Thomas Sergeant Hall (1858–1915), australischer Geologe, Paläontologe und Biologe
- Thurston Hall (1882–1958), US-amerikanischer Schauspieler
- Tim Hall (* 1997), luxemburgischer Fußballspieler
- Tim Lee Hall (1925–2008), US-amerikanischer Politiker
- Todd Michael Hall (* 1969), US-amerikanischer Rock- und Heavy-Metal-Sänger
- Todrick Hall (* 1985), US-amerikanischer Sänger, Schauspieler, Tänzer, Choreograph und YouTuber

- Tom Hall (Baseballspieler) (* 1947), US-amerikanischer Baseballspieler
- Tom Hall (Spieleentwickler) (* 1964), US-amerikanischer Computerspiel-Programmierer
- Tom Hall (Bogenschütze) (* 1990), britischer Bogenschütze
- Tom Hall (Regisseur), irischer TV-Regisseur
- Tom T. Hall (1936–2021), US-amerikanischer Countrymusiker, Songschreiber und Autor
- Tommy Hall (Fußballspieler, 1876) (1876–1955), englischer Fußballspieler
- Tommy Hall (Radsportler) (William Thomas Hall; 1877–1949), britischer Radrennfahrer
- Tommy Hall (Fußballspieler, 1891) (Thomas Hall; 1891–??), englischer Fußballspieler
- Tommy Hall (Fußballspieler, 1908) (Thomas Williamson Sidney Hall; 1908–1973), englischer Fußballspieler
- Tommy Hall (Musiker) (* 1933), US-amerikanischer Musiker und Songwriter
- Tony Hall, Baron Hall of Birkenhead (Anthony William Hall; * 1951), britischer Kulturmanager
- Tony Hall (Fußballspieler) (Anthony David Hall; * 1969), englischer Fußballspieler
- Tony P. Hall (Tony Patrick Hall; * 1942), US-amerikanischer Politiker
- Tracy Hall (1919–2008), US-amerikanischer Chemiker
- Travis Hall (* 1972), US-amerikanischer American-Football-Spieler
- Troy Hall (* 1968), bermudischer Fußballspieler
- Tubby Hall (1895–1946), US-amerikanischer Jazzschlagzeuger

### U
- Uriah Hall (* 1984), jamaikanischer MMA-Sportler bei der UFC
- Uriel Sebree Hall (1852–1932), US-amerikanischer Politiker

### V
- Valentine Hall (1867–1934), US-amerikanischer Tennisspieler
- Virginia Hall (1906–1982), US-amerikanische Spionin
- Vondie Curtis-Hall (* 1950), US-amerikanischer Schauspieler, Regisseur und Drehbuchautor

### W
- Walraven van Hall (1906–1945), niederländischer Bankier und Widerstandskämpfer
- Wayne Denis Hall (* 1951), US-amerikanischer Suchtforscher und Hochschullehrer
- Wendell Hall (1896–1969), US-amerikanischer Countrysänger
- Wendy Hall (* 1952), britische Informatikerin
- Wilf Hall (1934–2007), englischer Fußballtorhüter
- Willard Hall (Politiker) (1780–1875), US-amerikanischer Jurist und Politiker (Delaware)
- Willard Preble Hall (1820–1882), US-amerikanischer Politiker (Missouri)
- William Hall (Botaniker) (1743–1800), Pflanzenkundler
- William Hall (Gouverneur) (1775–1856), US-amerikanischer Politiker
- William Hall (Missionar) (1778–1844), britischer Händler und Missionar
- William Hall (Schauspieler) (1903–1986), US-amerikanischer Schauspieler
- William Hall-Jones (1851–1936), neuseeländischer Politiker
- William Augustus Hall (1815–1888), US-amerikanischer Politiker
- William Hammond Hall (1845–1934), US-amerikanischer Bauingenieur
- William J. Hall (1926–2020), US-amerikanischer Bauingenieur und Hochschullehrer
- William Reginald Hall (1870–1943), britischer Admiral
- Willie Hall (Pianist) (Drive’em Down; † 1930), US-amerikanischer Pianist und Komponist
- Willie Hall (Fußballspieler) (George William Hall; 1912–1967), englischer Fußballspieler
- Willie Hall (Footballspieler) (Willie Charles Hall; * 1949), US-amerikanischer American-Football-Spieler
- Willie Hall (Schlagzeuger) (Willie Clarence Hall; * 1950), US-amerikanischer Schlagzeuger
- Willis Hall (Politiker, um 1779) (um 1779–1856), US-amerikanischer Politiker
- Willis Hall (Politiker, 1801) (1801–1868), US-amerikanischer Jurist und Politiker
- Willis Hall (Schriftsteller) (1929–2005), britischer Schriftsteller
- Wilton E. Hall (1901–1980), US-amerikanischer Politiker
- Winslow Hall (1912–1995), US-amerikanischer Ruderer

### Z
- Zach Hall (* 1984), US-amerikanischer Biathlet